# Amanda Mikhalopulu
Amanda Mikhalopulu —en grec Αμάντα Μιχαλοπούλου— (Atenes, 1966) és una escriptora grega. Va estudiar literatura francesa a Atenes i periodisme a París. Durant molts anys va treballar com a columnista als principals diaris grecs. Ha publicat sis novel·les, dues col·leccions de contes, un recull de correspondència per correu electrònic i llibres de nens. Ha rebut el premi literari de la revista Revmata per la seva novel·la curta Life is COLOURFUL outside (1994) i el premi literari Diavazo per la seva gran aclamada novel·la Wishbone Memories (1996). Les seves novel·les i contes s'han publicat en més de deu idiomes, entre d'altres l'italià, anglès, alemany, suec, txec, rus i serbi. La traducció americana del seu llibre M'agradaria va guanyar el Premi Internacional de Literatura per la National Endowment for the Arts Estats Units (2008) i també va ser preseleccionada pel Best book in translation de la Universitat de Rochester, EUA. Li influeixen significativament Jorge Luis Borges i Italo Calvino.

## Obres
- 1994 - Life is colourful outside (relats curts)
- 1996 – Wishbone memories (novel·la)
- 1999 - As often as you can bear it (novel·la)
- 2000 - Fool Weather (novel·la)
- 2004 - Why i killed my best friend (novel·la)
- 2007 - Princess Lizard
- 2008 - Θα ήθελα ISBN 9600340145; I'd like ISBN 1564784932; M'agradaria ISBN 9788415539087. Traducció Mercè Guitart. Barcelona: Raig Verd, 2012. Premi Liberisliber 2012[2] (relats curts)
- 2010 - How to hide (novel·la)